# Trittico Lombardo
Pour les articles homonymes, voir Trittico (homonymie).
Le Trittico Regione Lombardia (Triptyque lombard en français), appelé le plus souvent Trittico Lombardo est une compétition de cyclisme sur route, qui inclut trois courses qui se déroulent en  Lombardie sur trois jours consécutifs. Les trois courses sont : les Trois vallées varésines, la Coppa Agostoni et la Coppa Bernocchi. Le vainqueur de la compétition est le coureur le mieux placé au classement final de ces trois courses.
En 2020, en raison de la pandémie de Covid-19, les trois courses fusionnent en une seule pour former le Gran Trittico Lombardo, disputé le 3 août et classé dans le calendrier de l'UCI ProSeries.

## Palmarès
| Année | Trois vallées varésines | Coppa Agostoni         | Coppa Bernocchi    | Trittico Lombardo    |
| ----- | ----------------------- | ---------------------- | ------------------ | -------------------- |
| 1997  | Roberto Caruso          | Massimo Apollonio      | Gianluca Bortolami | Giovanni Lombardi    |
| 1998  | Davide Rebellin         | Andrea Tafi            | Fabio Sacchi       | Mirko Celestino      |
| 1999  | Sergio Barbero          | Massimo Donati         | Giancarlo Raimondi | Sergio Barbero       |
| 2000  | Massimo Donati          | Jan Ullrich            | Romāns Vainšteins  | Raimondas Rumšas     |
| 2001  | Mirko Celestino         | Francesco Casagrande   | Paolo Valoti       | Gianluca Tonetti     |
| 2002  | Eddy Ratti              | Laurent Jalabert       | Daniele Nardello   | Eddy Ratti           |
| 2003  | Danilo Di Luca          | Francesco Casagrande   | Sergio Barbero     | Massimo Giunti       |
| 2004  | Fabian Wegmann          | Non-attribué           | Angelo Furlan      | Non-attribué         |
| 2005  | Stefano Garzelli        | Paolo Valoti           | Danilo Napolitano  | Lorenzo Bernucci     |
| 2006  | Stefano Garzelli        | Alessandro Bertolini   | Danilo Napolitano  | Andrea Tonti         |
| 2007  | Christian Murro         | Alessandro Bertolini   | Danilo Napolitano  | Alessandro Bertolini |
| 2008  | Francesco Ginanni       | Linus Gerdemann        | Steve Cummings     | Non-attribué         |
| 2009  | Mauro Santambrogio      | Giovanni Visconti      | Luca Paolini       | Mauro Santambrogio   |
| 2010  | Daniel Martin           | Francesco Gavazzi      | Manuel Belletti    | Francesco Gavazzi    |
| 2011  | Davide Rebellin         | Sacha Modolo           | Yauheni Hutarovich | Yauheni Hutarovich   |
| 2012  | David Veilleux          | Emanuele Sella         | Sacha Modolo       | David Veilleux       |
| 2013  | Kristijan Đurasek       | Filippo Pozzato        | Sacha Modolo       | Simone Ponzi         |
| 2014  | Michael Albasini        | Niccolò Bonifazio      | Elia Viviani       | Simone Ponzi         |
| 2015  | Vincenzo Nibali         | Davide Rebellin        | Vincenzo Nibali    | Vincenzo Nibali      |
| 2016  | Sonny Colbrelli         | Sonny Colbrelli        | Giacomo Nizzolo    | Sonny Colbrelli      |
| 2017  | Alexandre Geniez        | Michael Albasini       | Sonny Colbrelli    | Michael Albasini     |
| 2018  | Toms Skujiņš            | Gianni Moscon          | Sonny Colbrelli    | Toms Skujiņš         |
| 2019  | Primož Roglič           | Aliaksandr Riabushenko | Phil Bauhaus       | Giovanni Visconti    |
| 2020  | Non-attribué            | Non-attribué           | Non-attribué       | Gorka Izagirre       |
| 2021  | Alessandro De Marchi    | Alexey Lutsenko        | Remco Evenepoel    | Alessandro Covi      |
| 2022  | Tadej Pogačar           | Sjoerd Bax             | Davide Ballerini   | Alejandro Valverde   |
| 2023  | Ilan Van Wilder         | Davide Formolo         | Wout van Aert      | Vincenzo Albanese    |
| 2024  | Non-attribué            | Marc Hirschi           | Stan Van Tricht    |                      |

## Statistiques
mis à jour après l'édition 2023
| Pays        | Victoires |
| ----------- | --------- |
| Italie      | 20        |
| Espagne     | 2         |
| Biélorussie | 1         |
| Canada      | 1         |
| Lettonie    | 1         |
| Lituanie    | 1         |
| Suisse      | 1         |

| Coureur              | Victoires |
| -------------------- | --------- |
| Sonny Colbrelli      | 4         |
| Danilo Napolitano    | 3         |
| Sacha Modolo         | 3         |
| Davide Rebellin      | 3         |
| Michael Albasini     | 2         |
| Alessandro Bertolini | 2         |
| Francesco Casagrande | 2         |
| Stefano Garzelli     | 2         |
| Vincenzo Nibali      | 2         |

| Pays        | Victoires |
| ----------- | --------- |
| Italie      | 55        |
| Allemagne   | 4         |
| Belgique    | 3         |
| Biélorussie | 2         |
| France      | 2         |
| Lettonie    | 2         |
| Suisse      | 2         |
| Canada      | 1         |
| Croatie     | 1         |
| Irlande     | 1         |
| Royaume-Uni | 1         |
| Slovénie    | 1         |
| Kazakhstan  | 1         |